# Wieża ciśnień w Piszu
Wieża ciśnień w Piszu – wieża wodna znajdująca się w Piszu przy ulicy Gdańskiej, wybudowana w 1907 roku. W 1992 roku została wyłączona z eksploatacji. W 2007 roku została wpisana do Rejestru Zabytków, a w 2013 roku została gruntownie odrestaurowana i wyremontowana. Obecnie w wieży znajduje się punkt widokowy oraz restauracja. Jej całkowita wysokość to 38 metrów.

## Architektura i historia
Wodociągowa wieża ciśnień w Piszu została wybudowana w 1907 roku. Ze względu na charakterystyczny kształt, budynek wieży zaliczany jest do powszechnie występujących na terenie byłych Prus wież ciśnień typu „grzybek”. Ich typową cechą jest wąski trzon, na którym oparty jest znacznie szerszy hełm wieży. Zewnętrzny wystrój architektoniczny nawiązywał do bardzo popularnego w XIX i na początku XX wieku stylu historyzmu.
Wewnątrz hełmu wieży znajdował się zbiornik wodny typu Intze I o pojemności 100 m³. Obok wieży znajduje się zabytkowy budynek stacji pomp i uzdatniania wody.

## Galeria

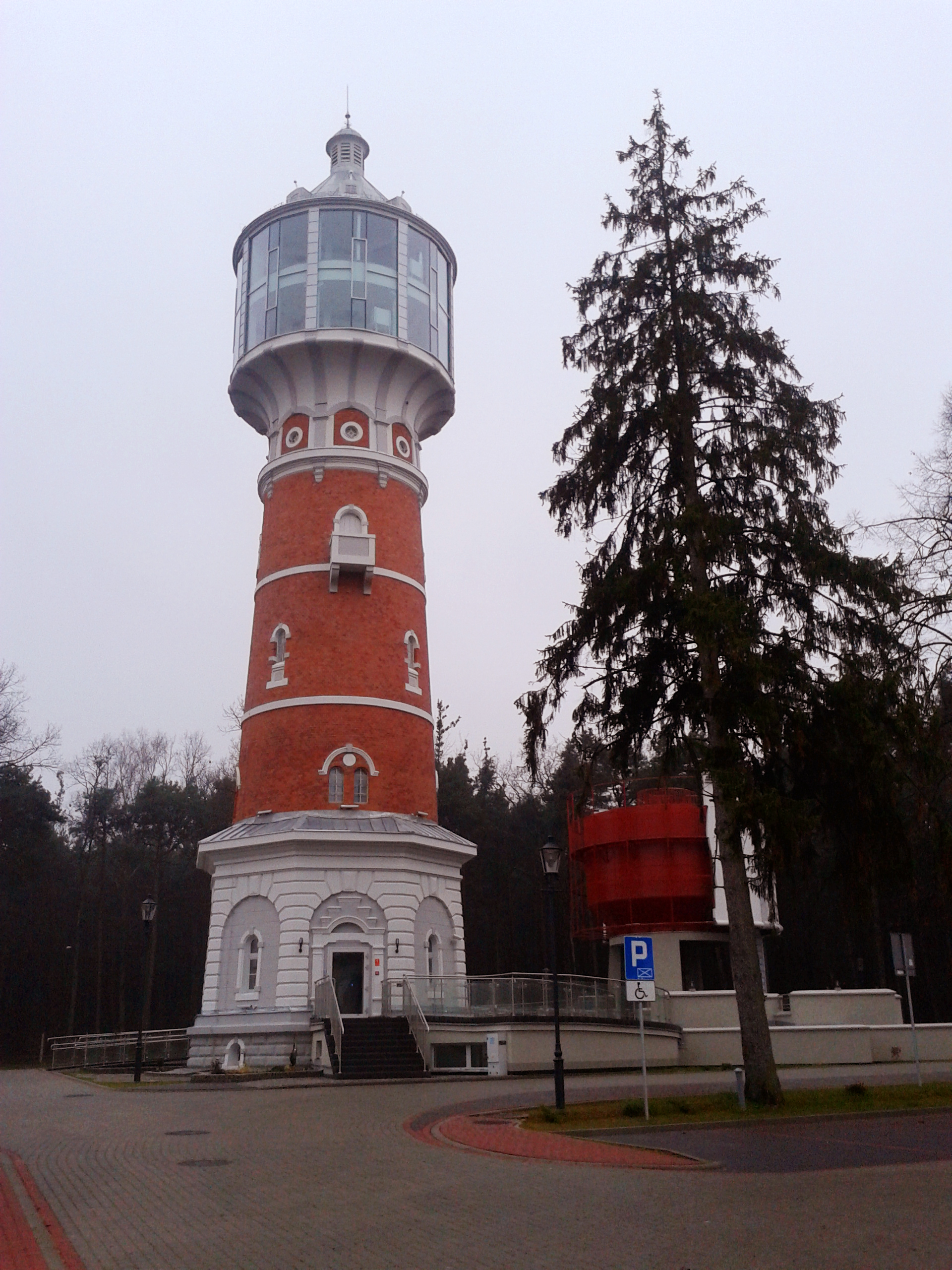
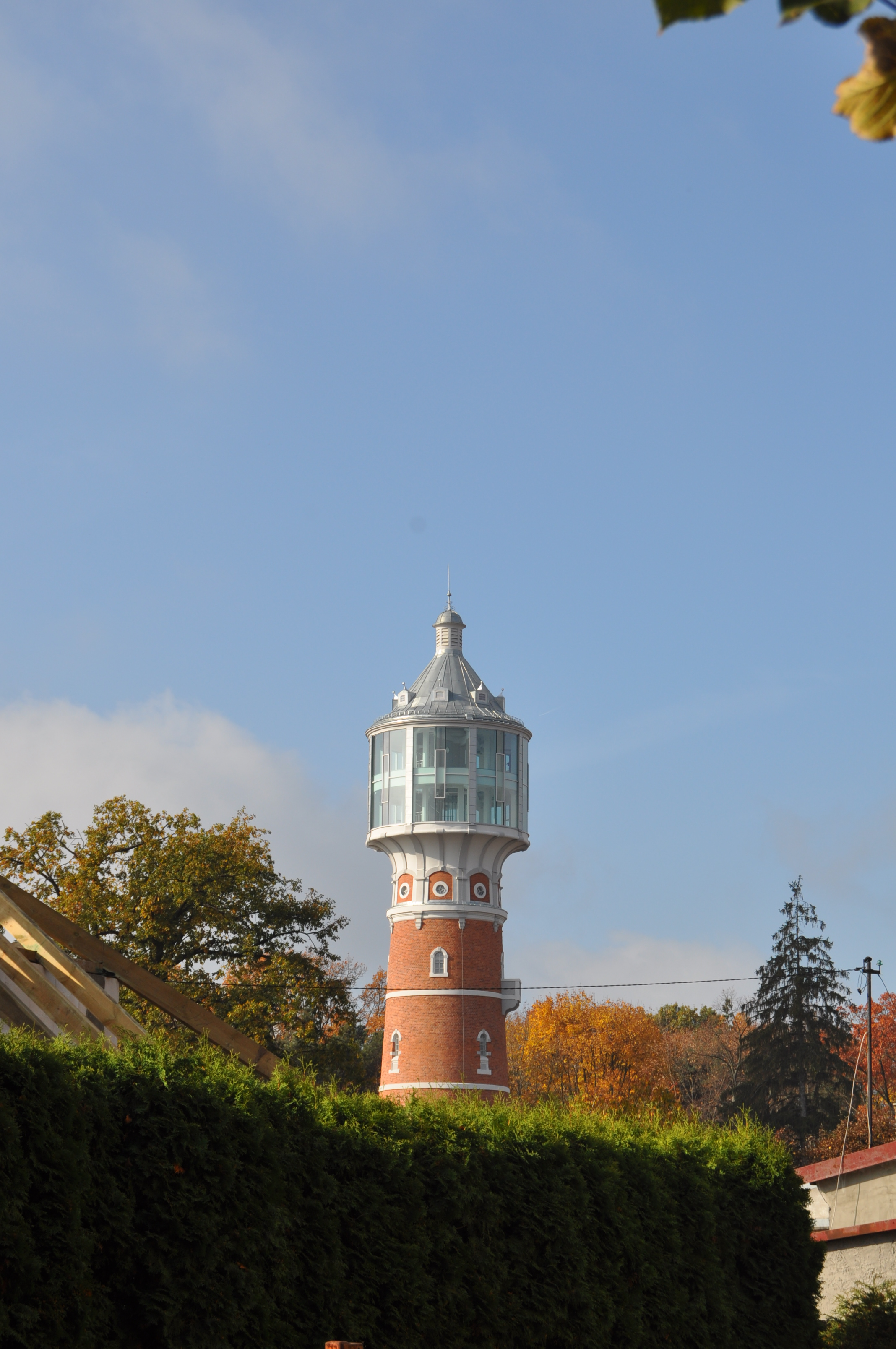
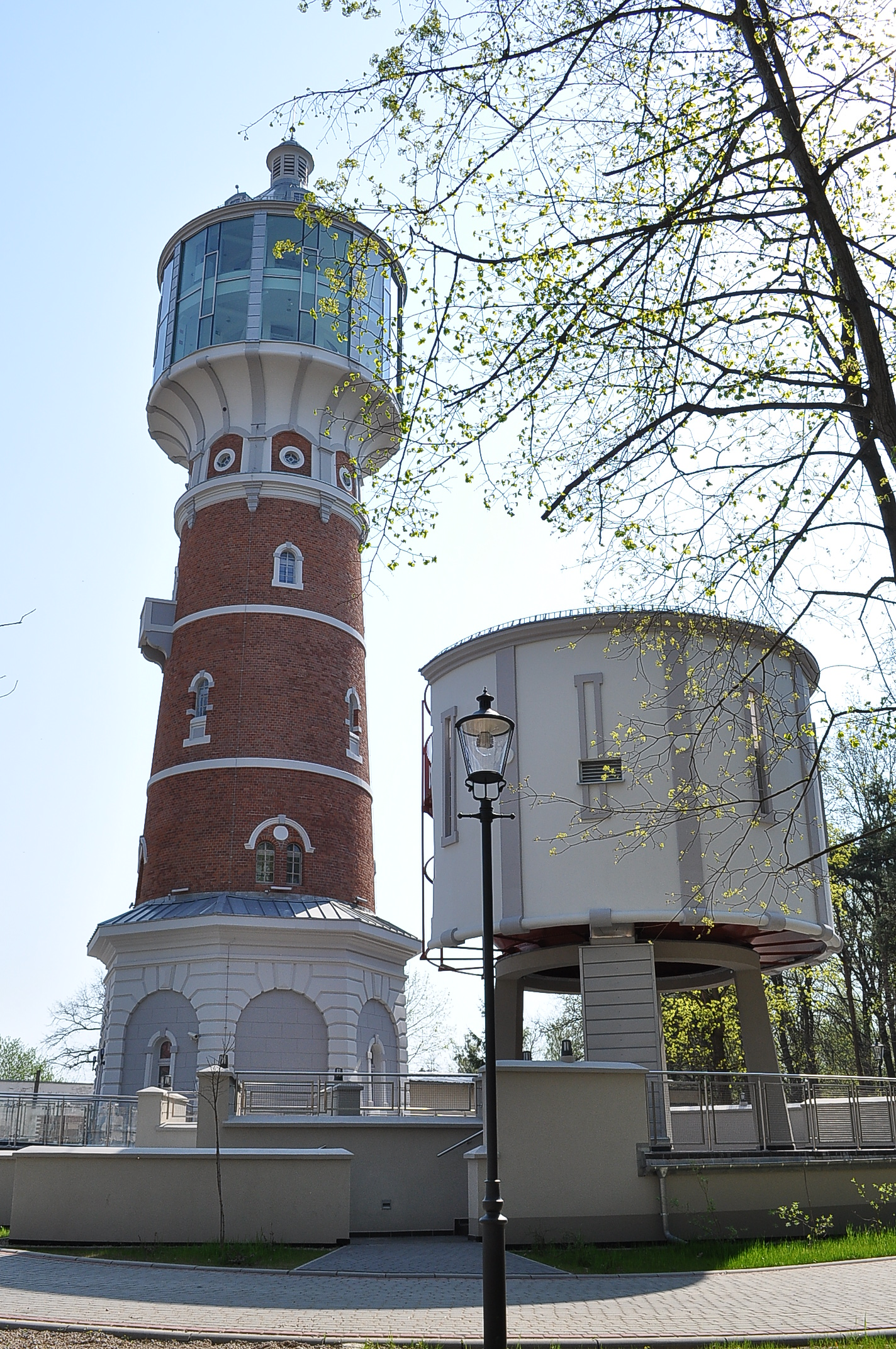

## Widok z tarasu widokowego wieży na 10 piętrze

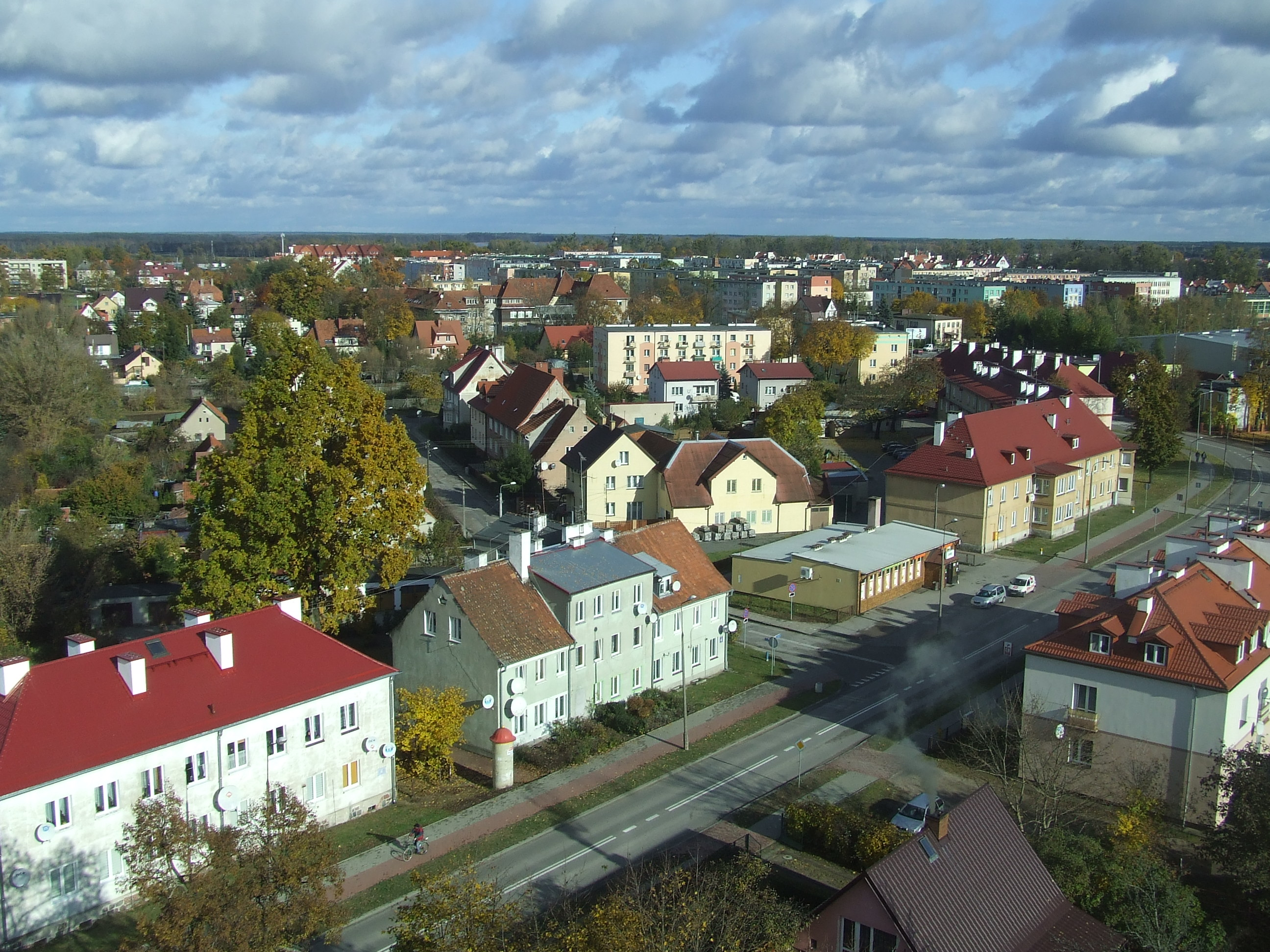
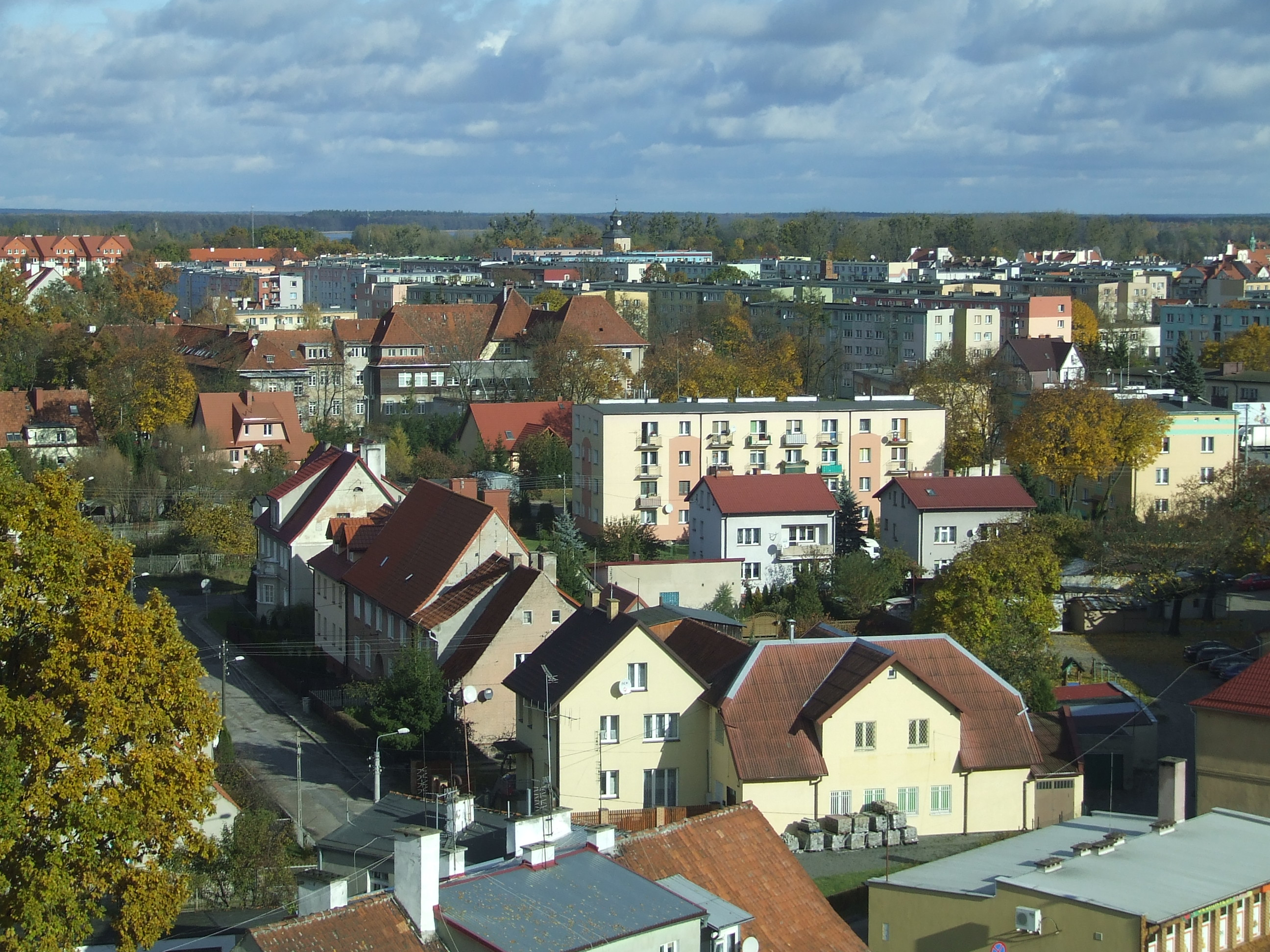
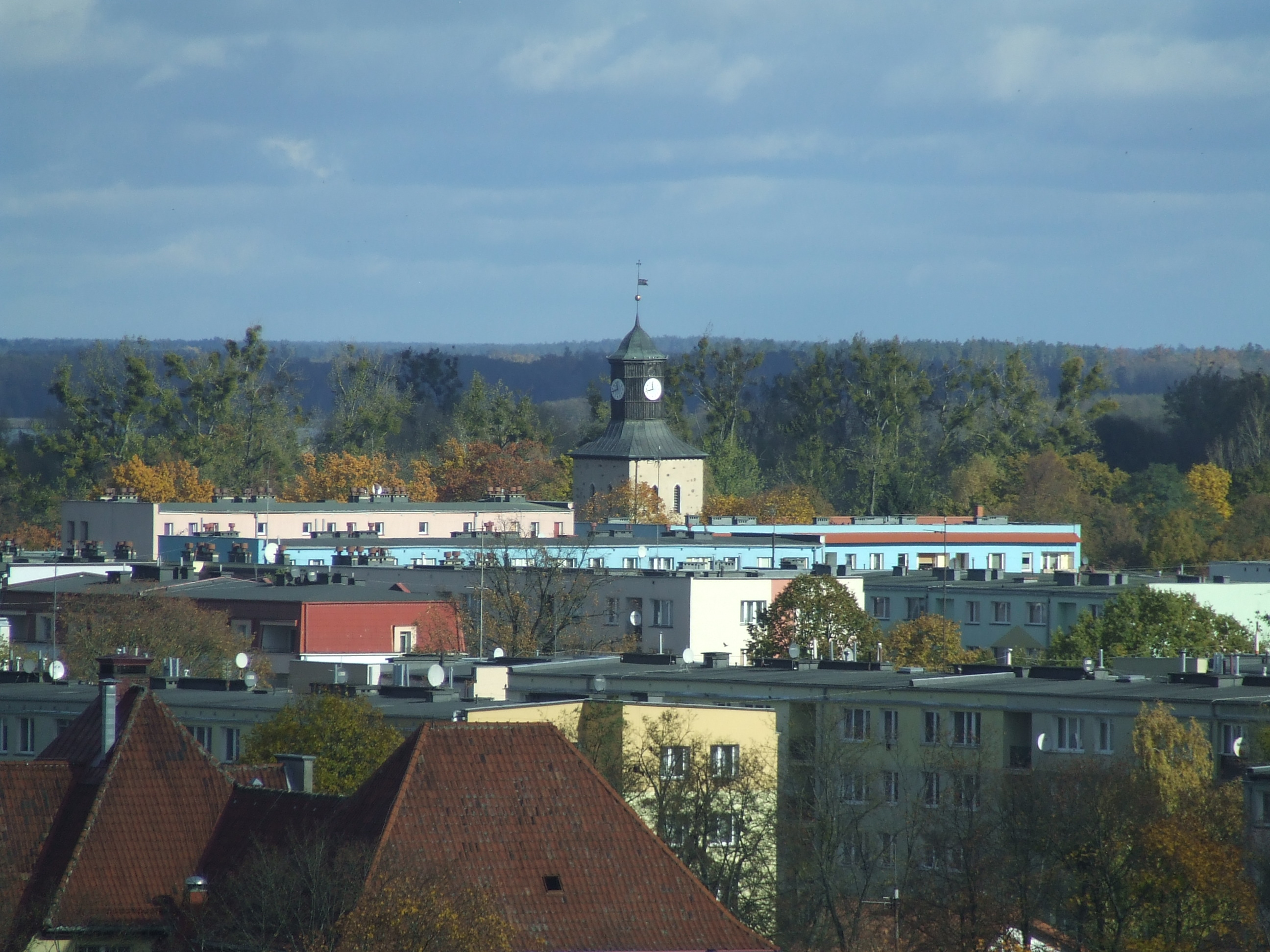
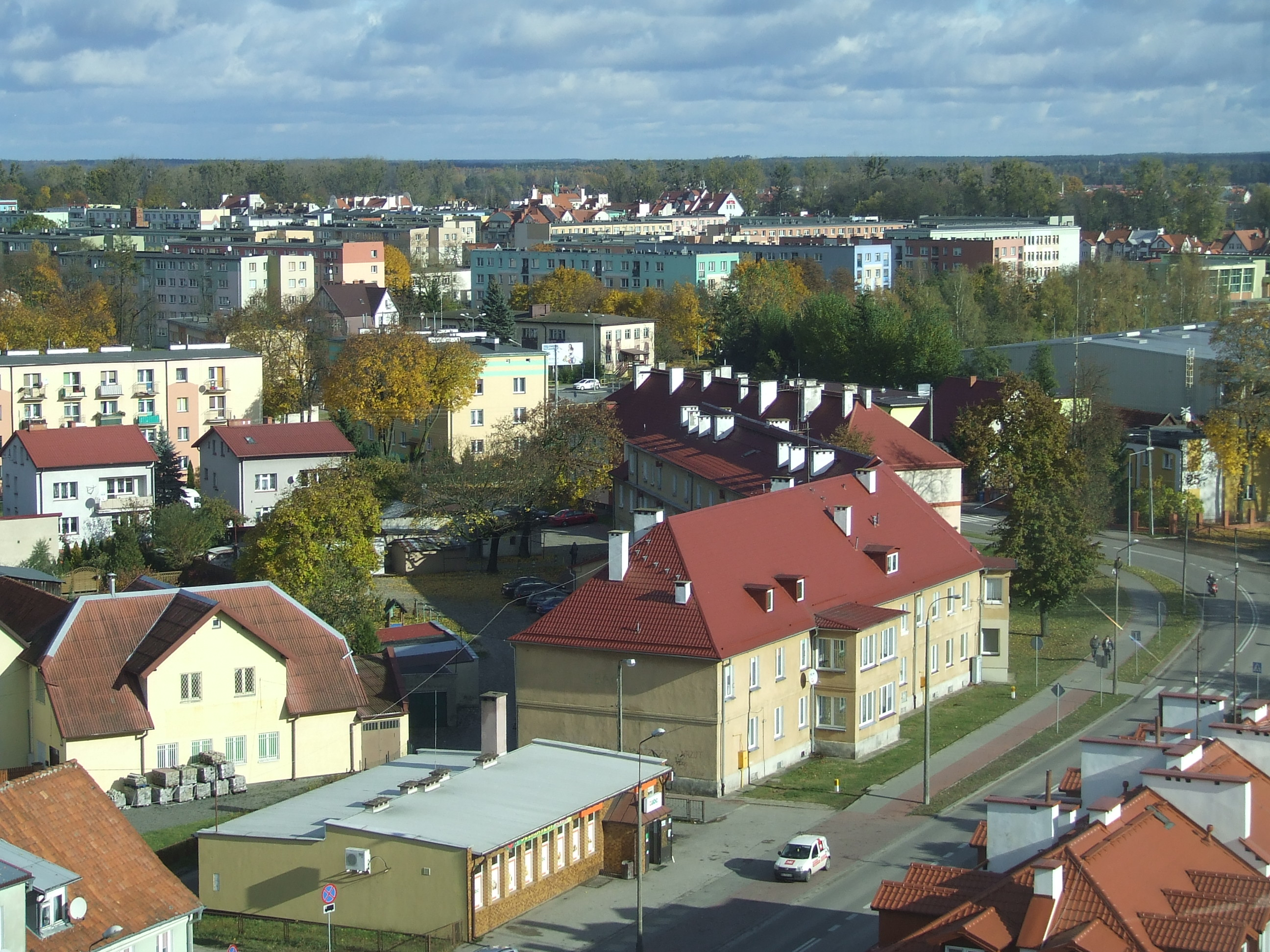
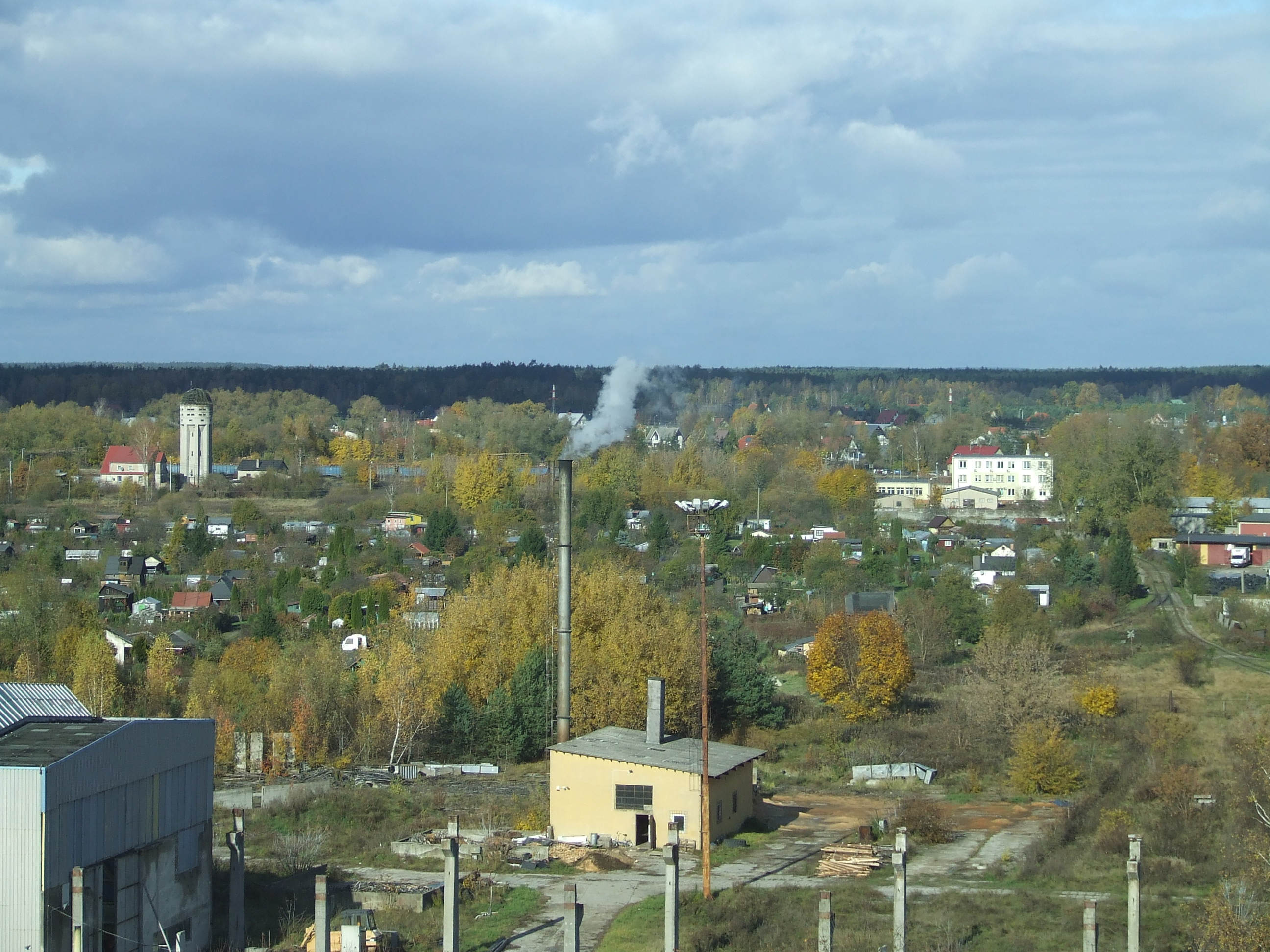
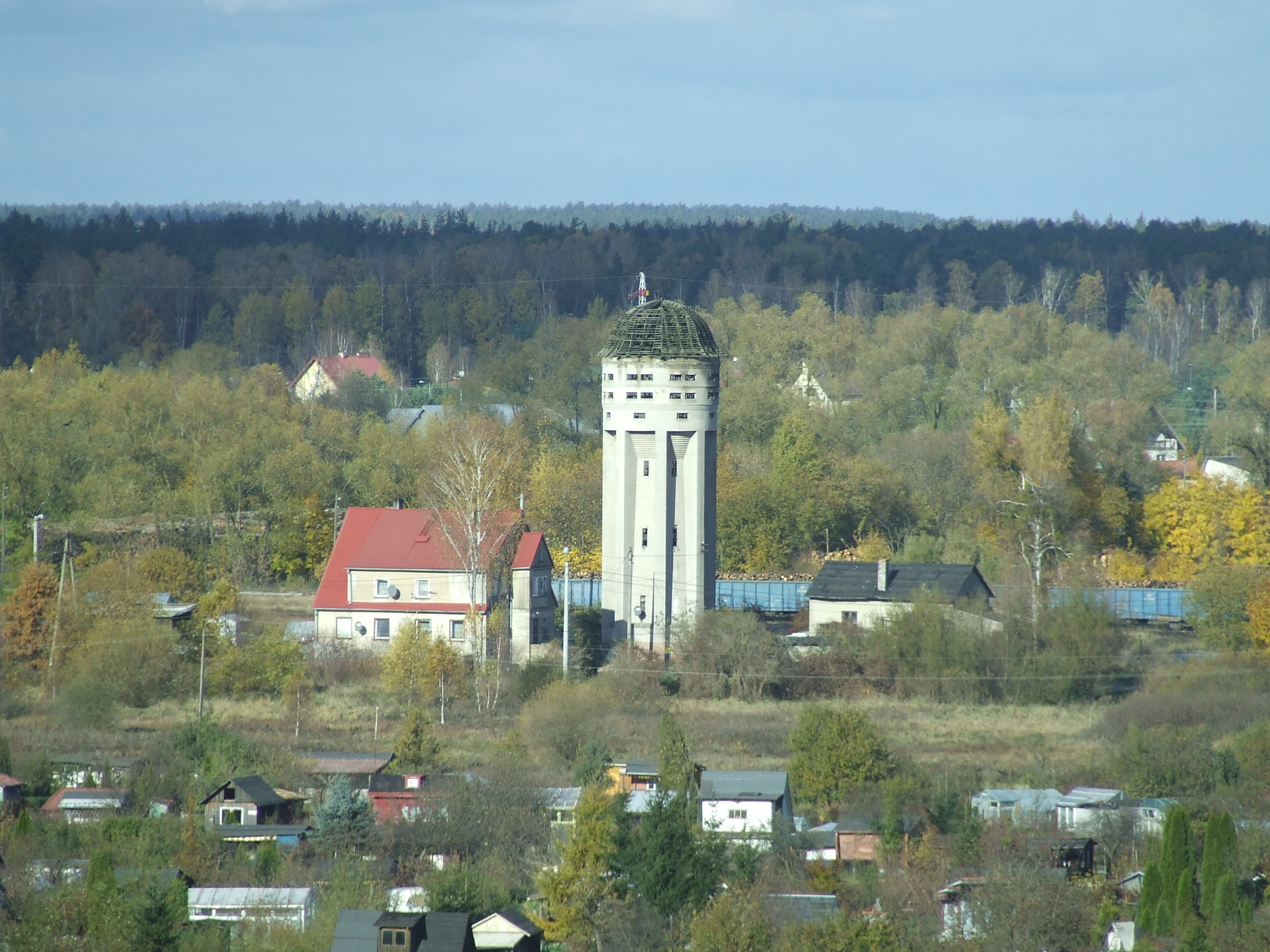
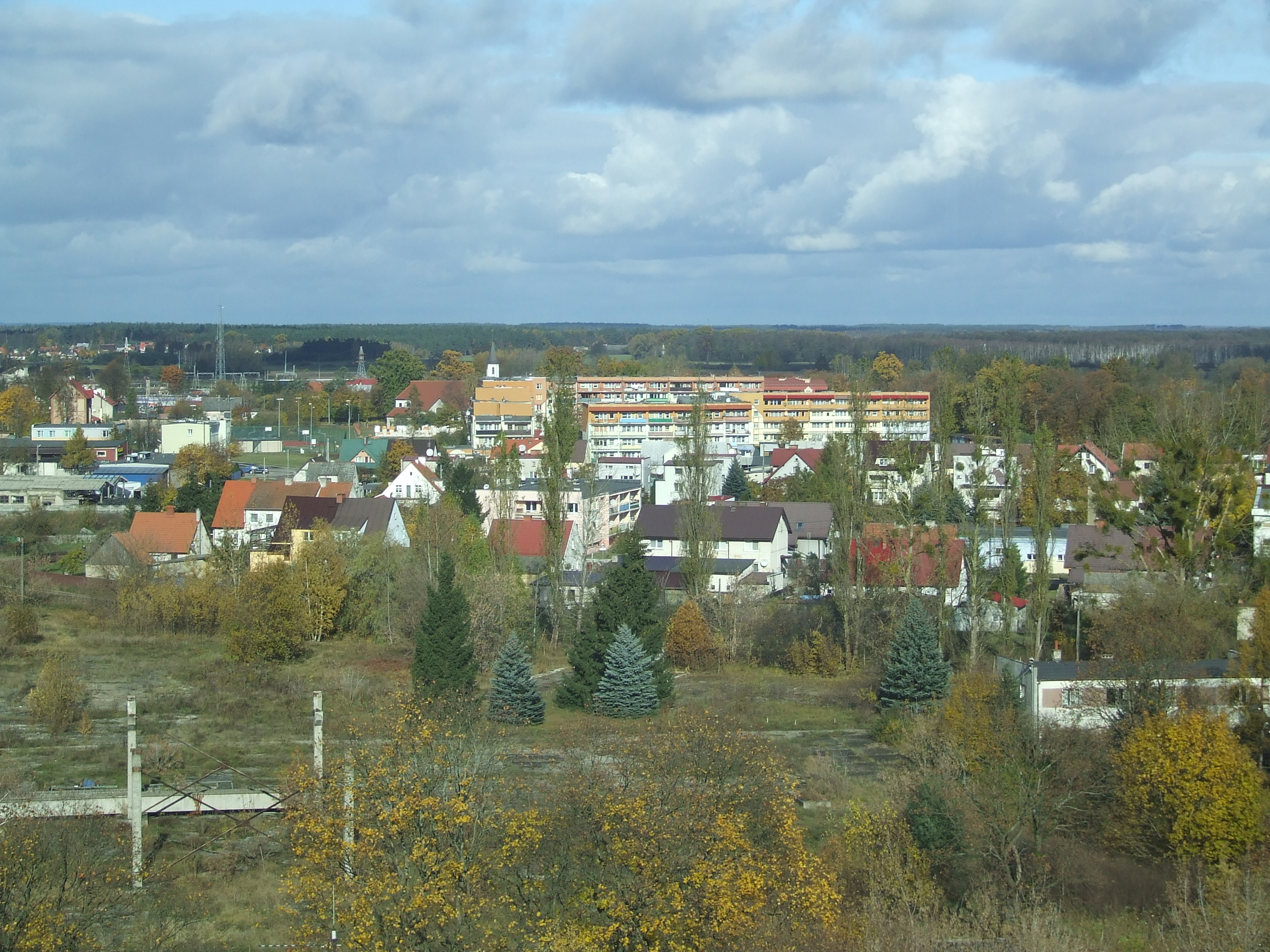
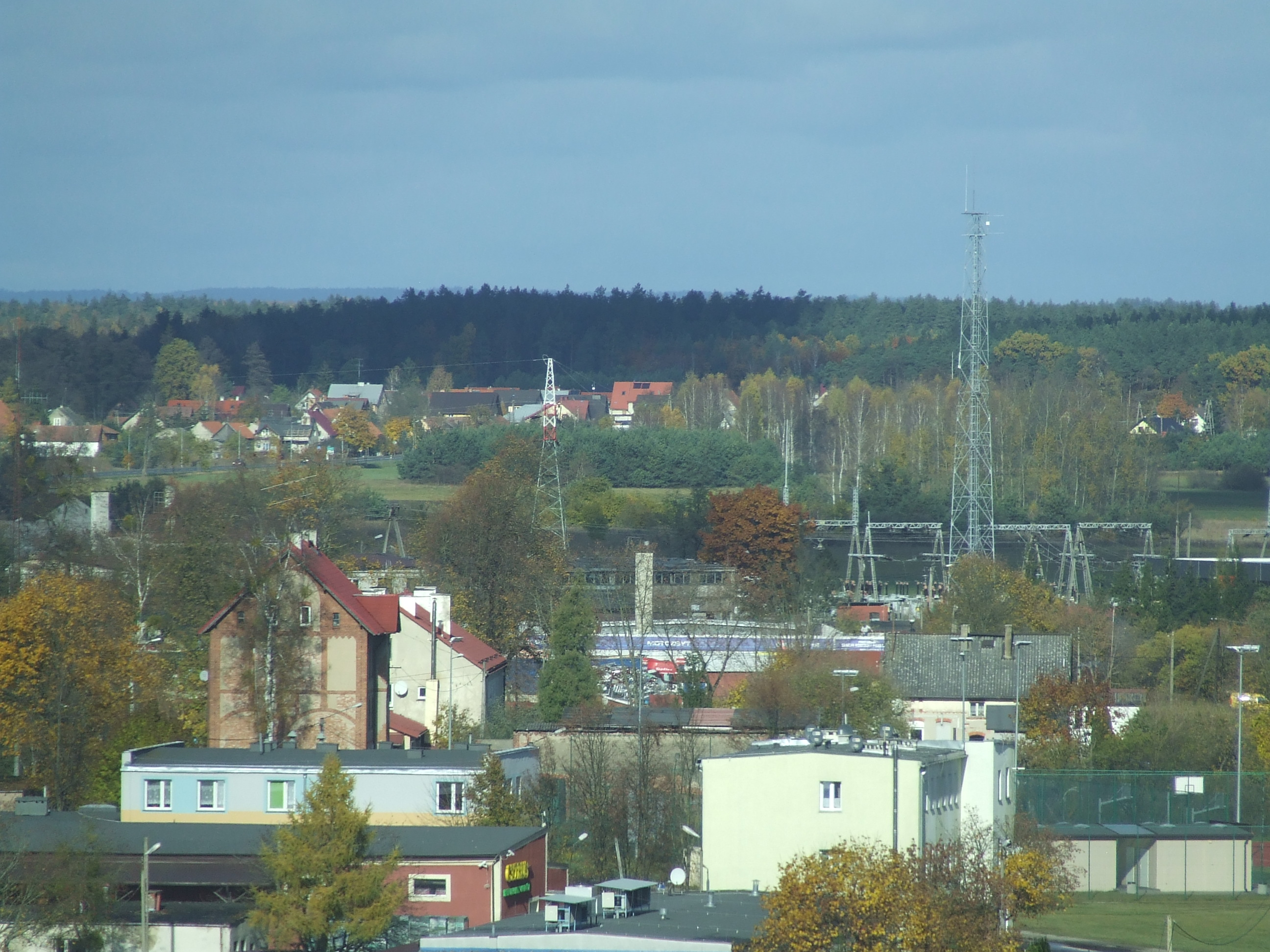
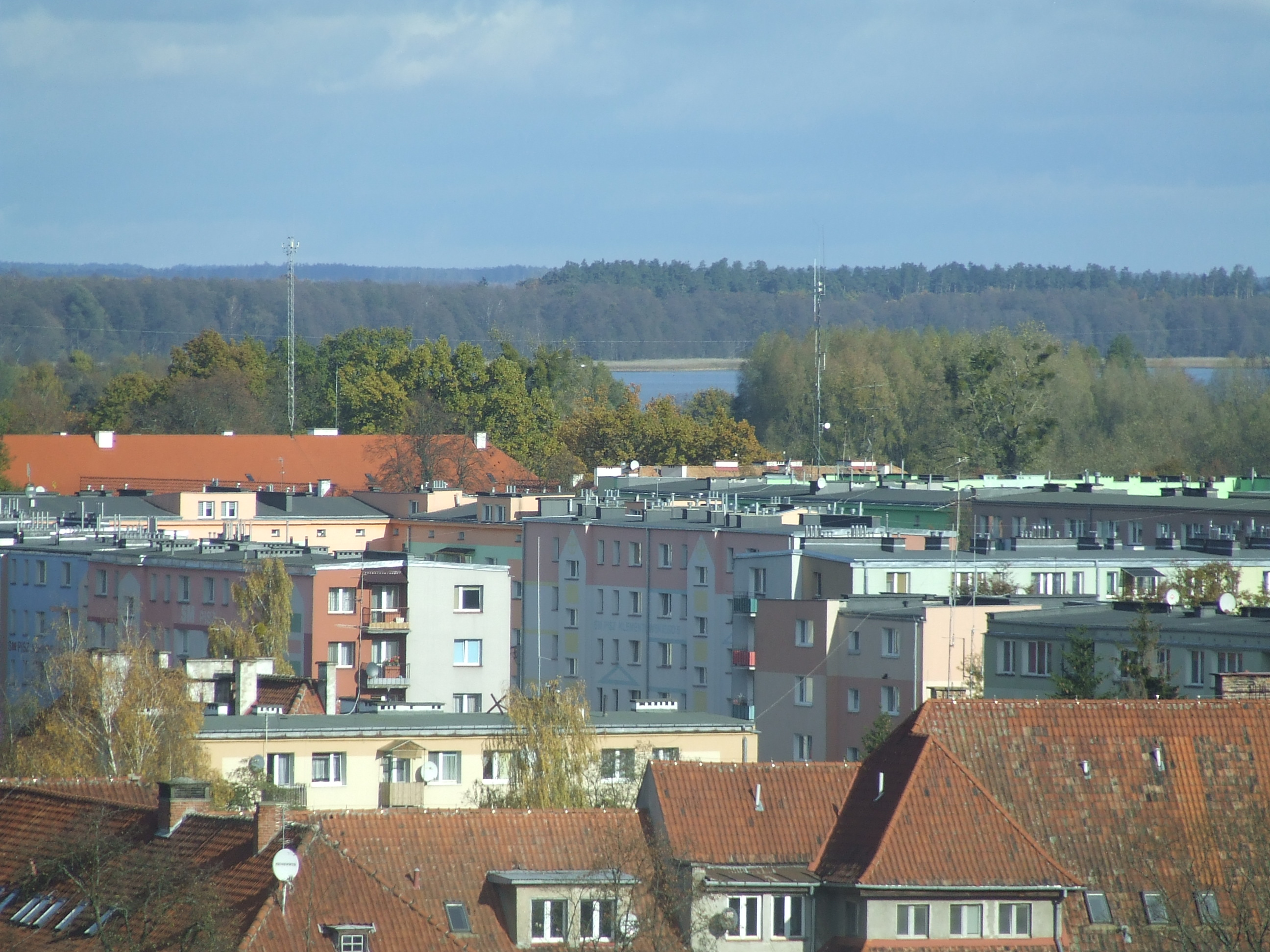
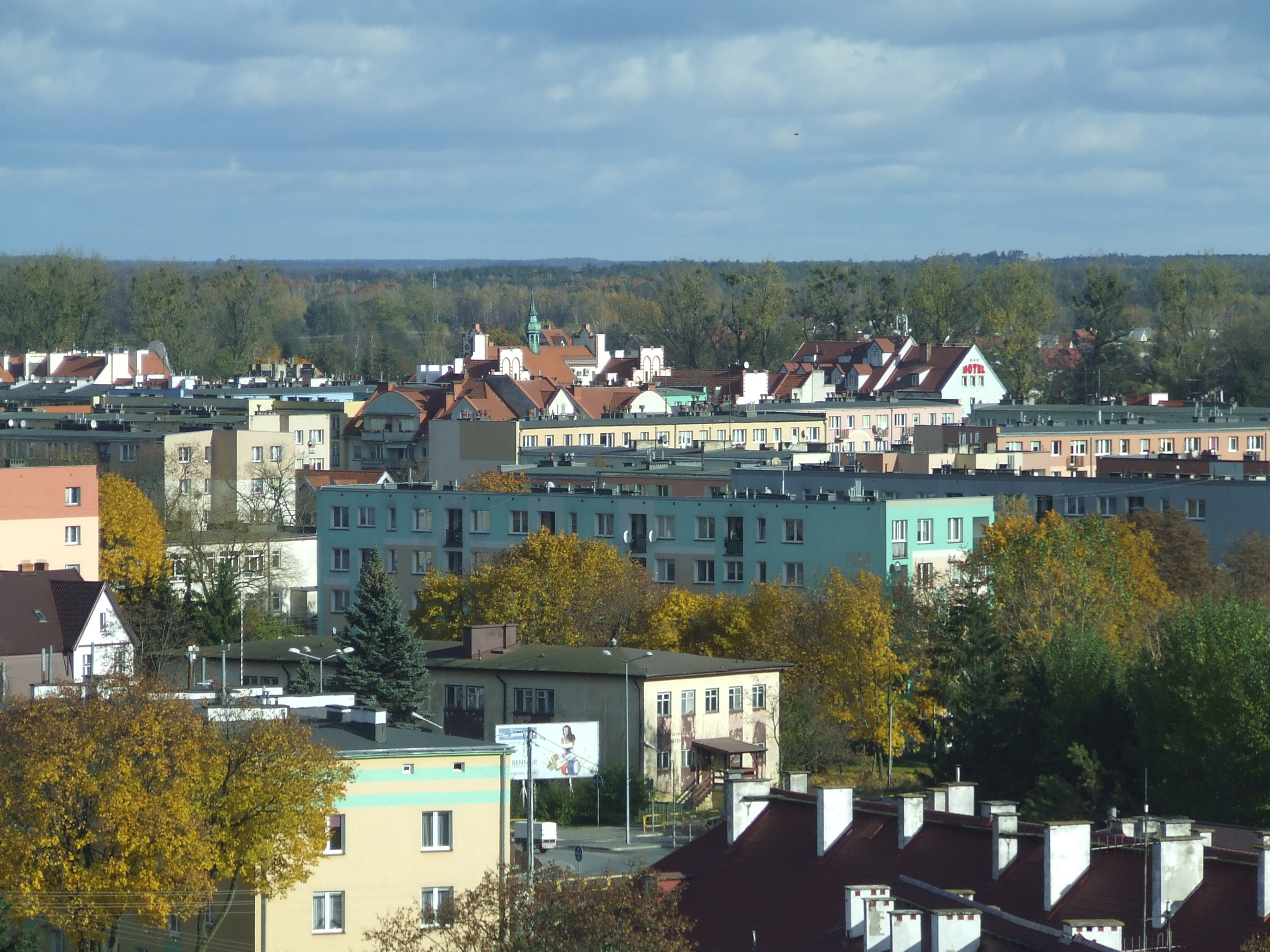
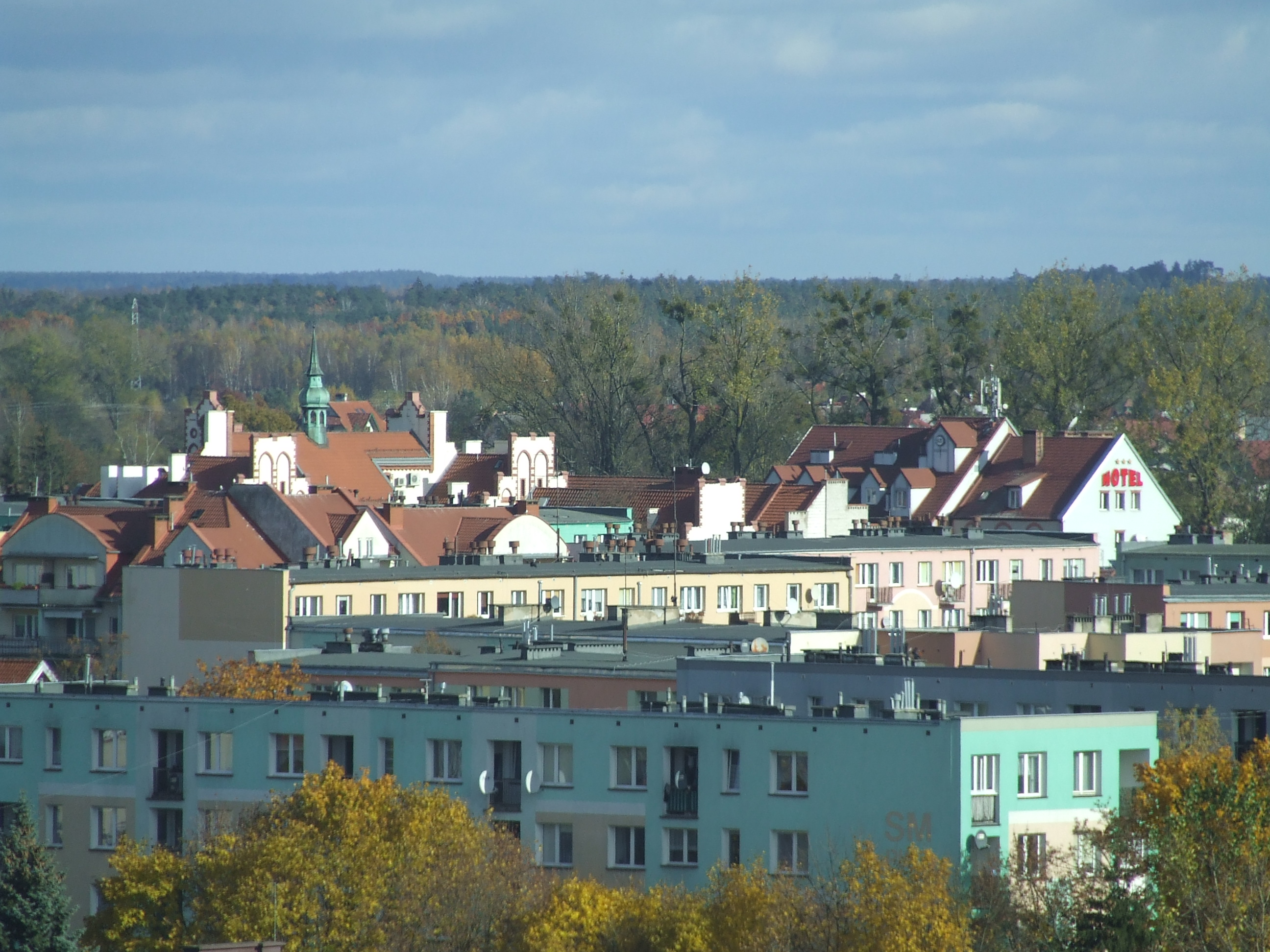
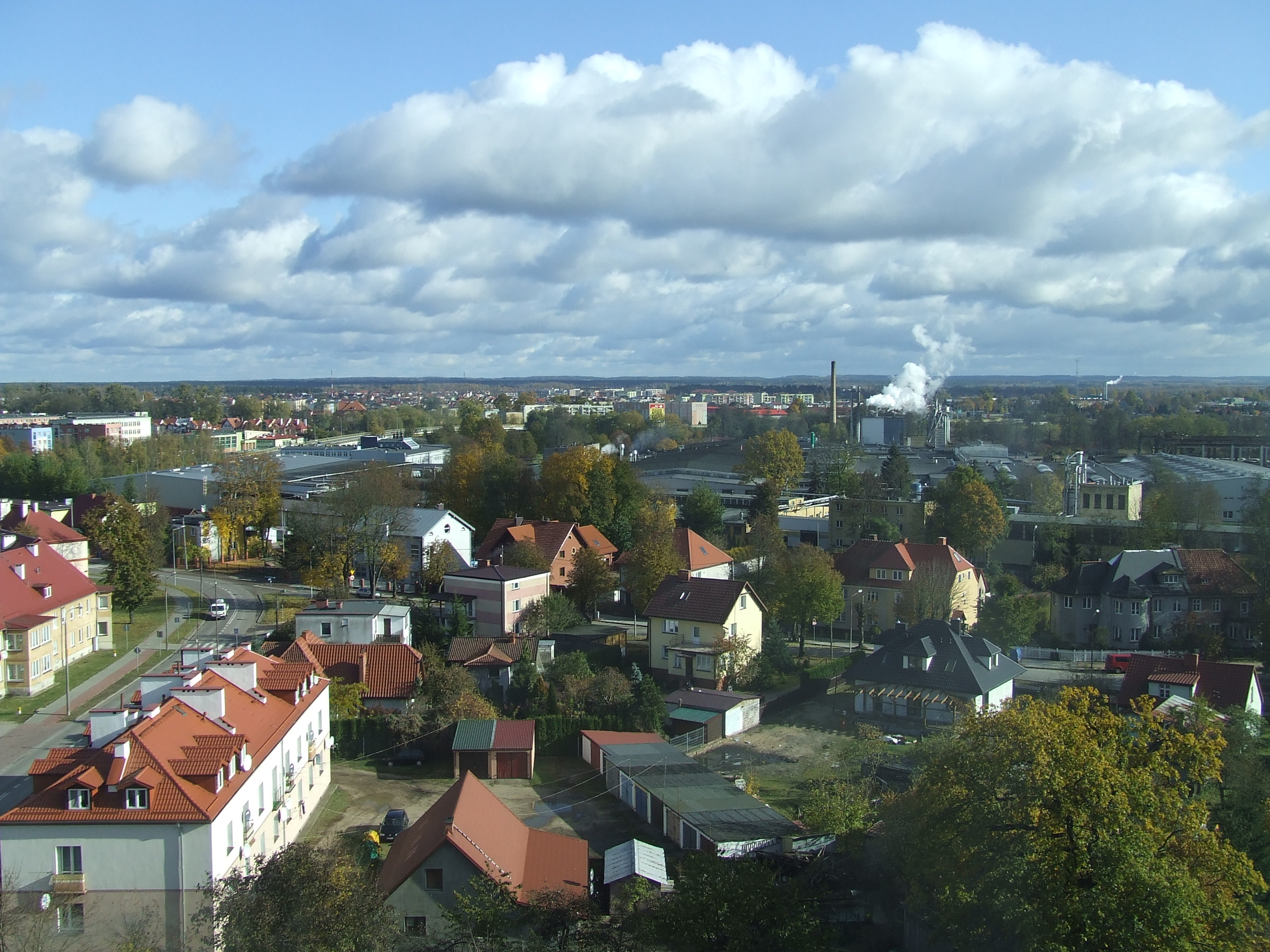
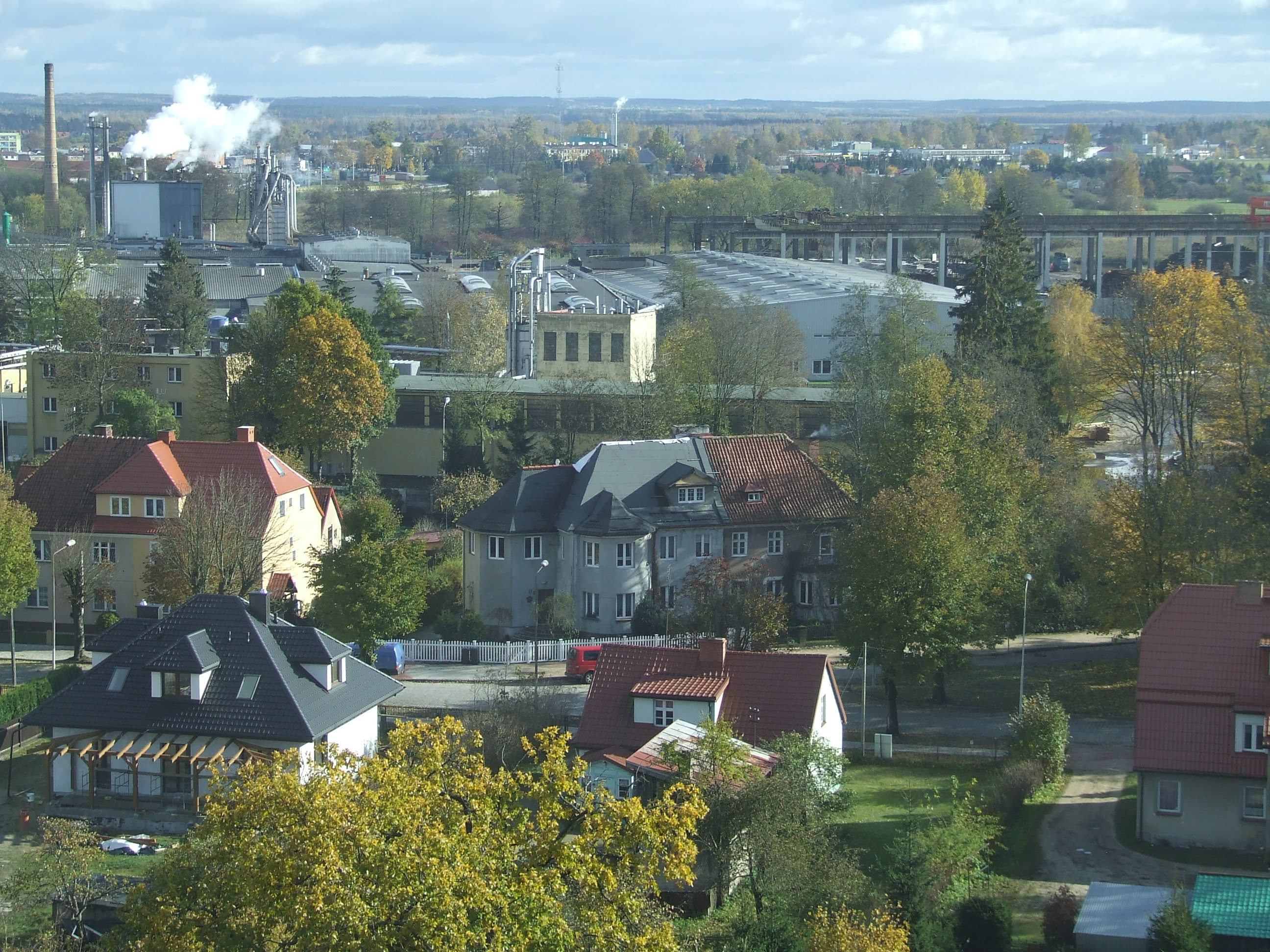
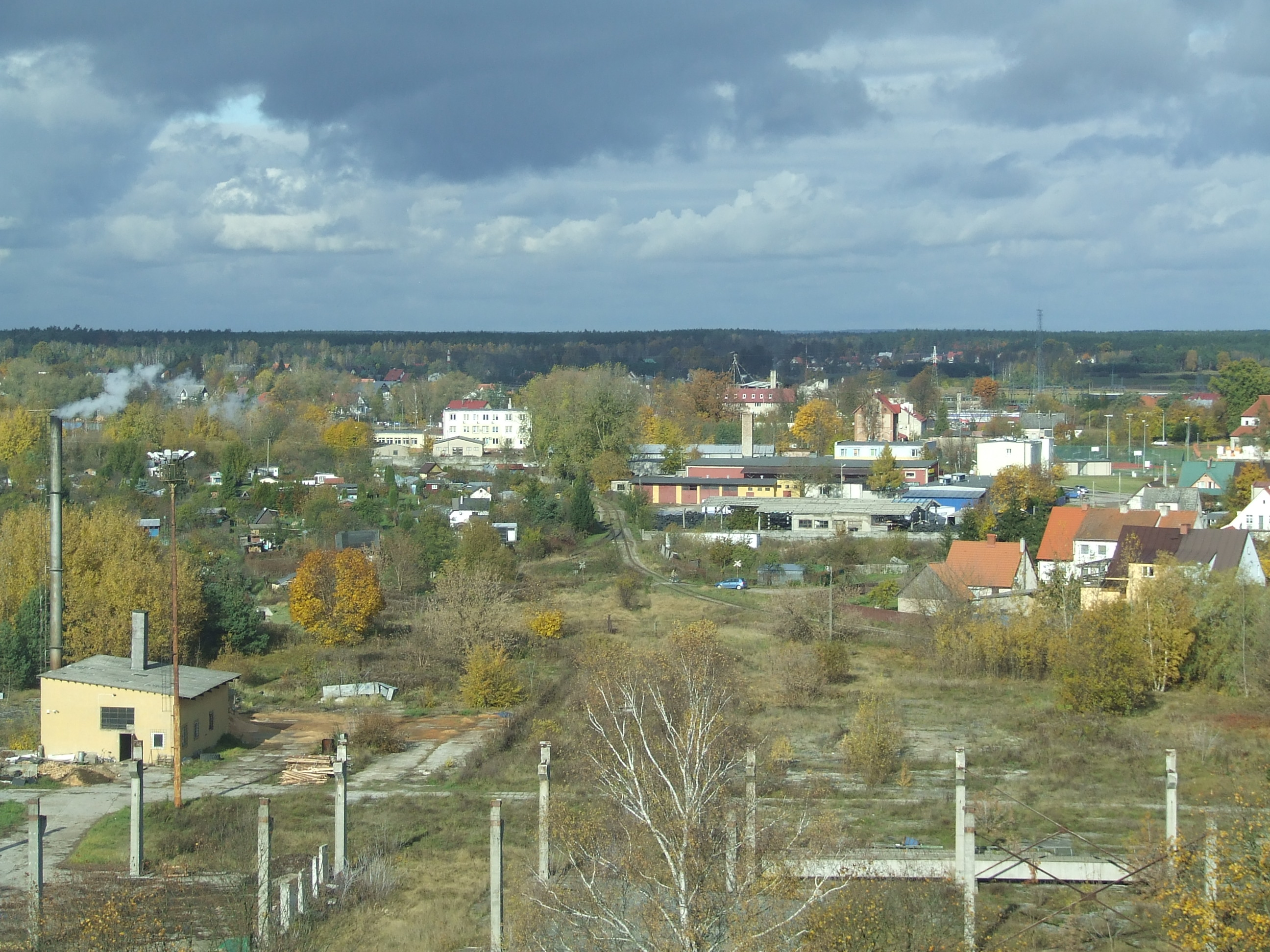
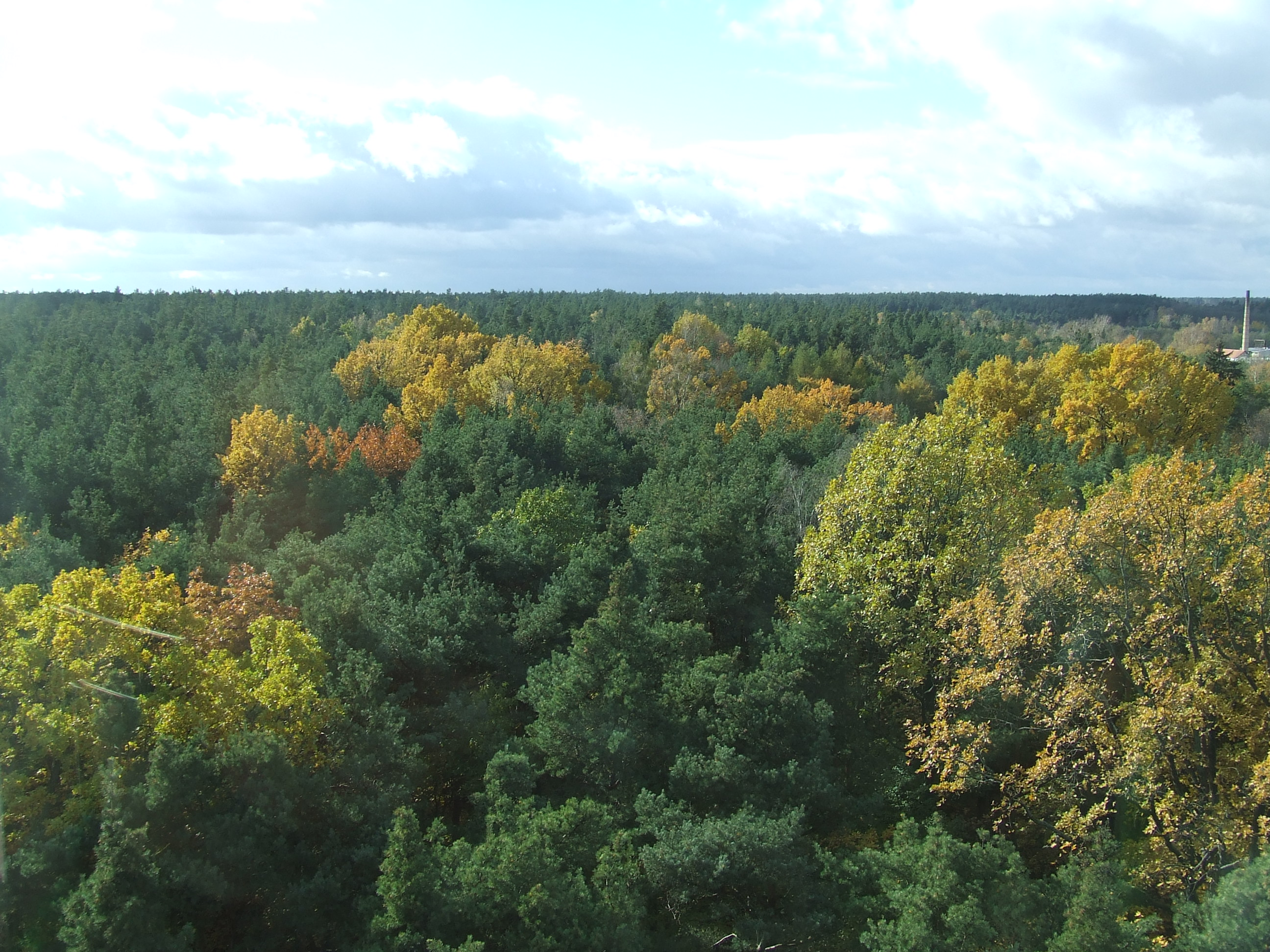
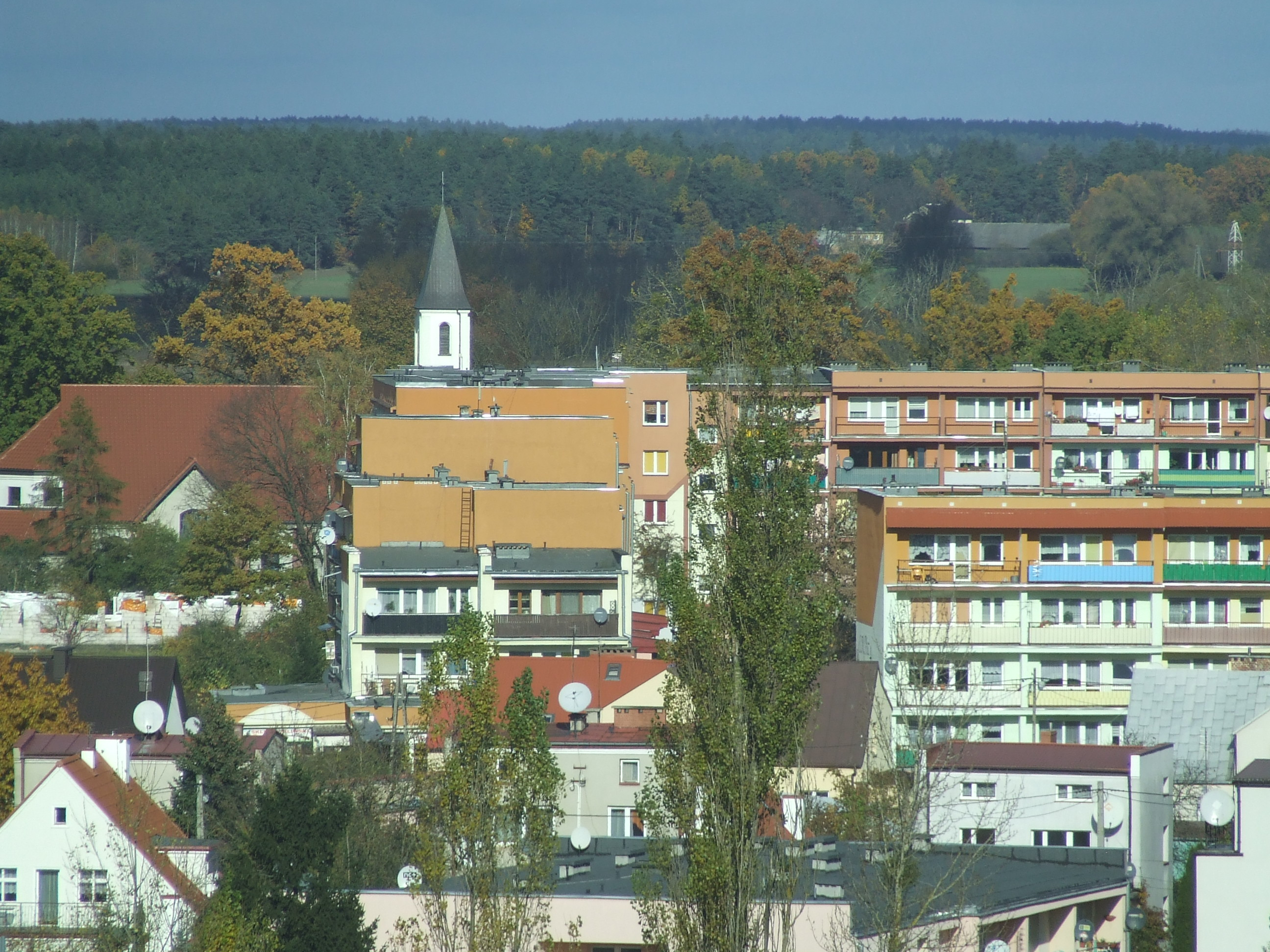
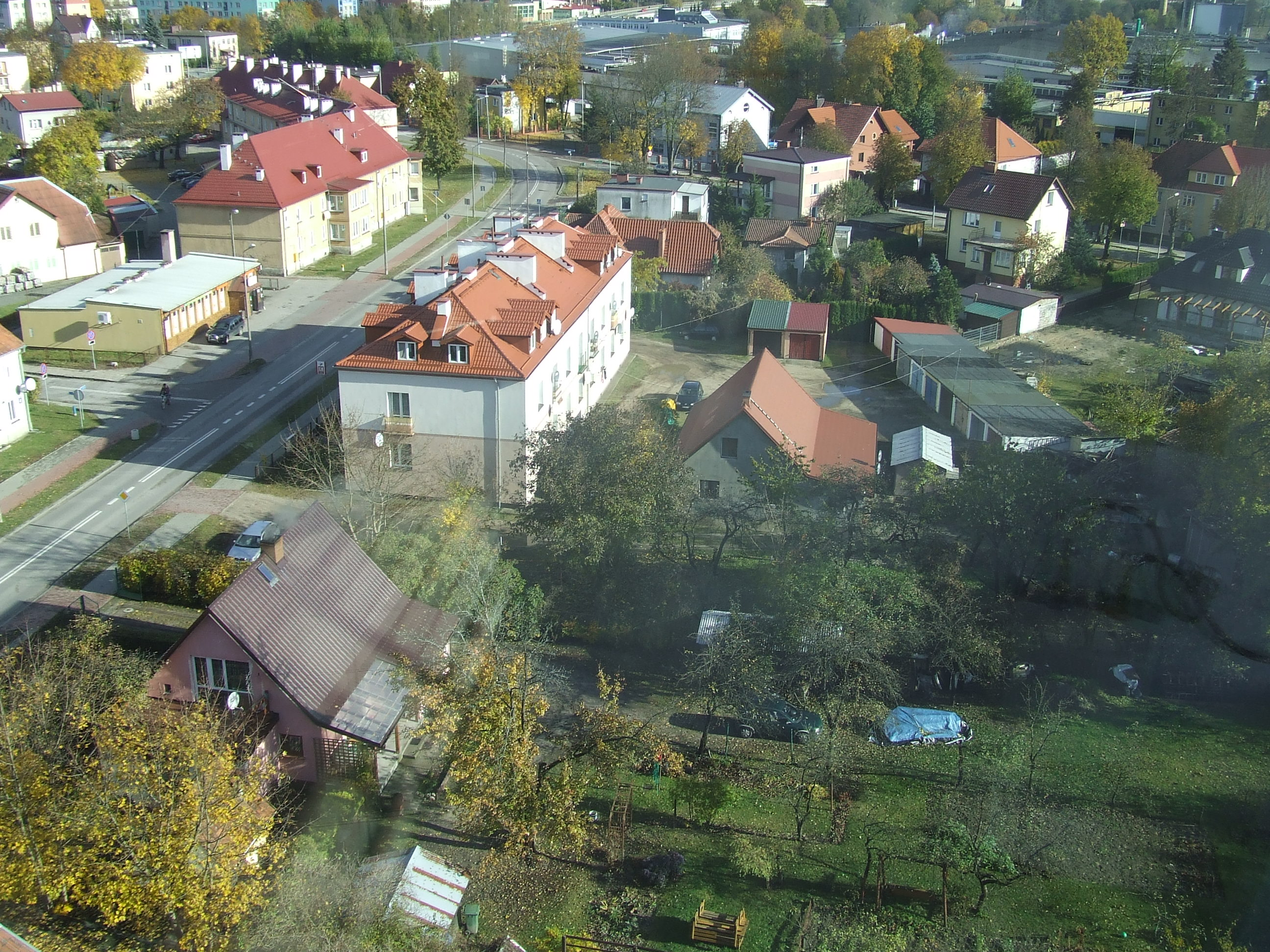
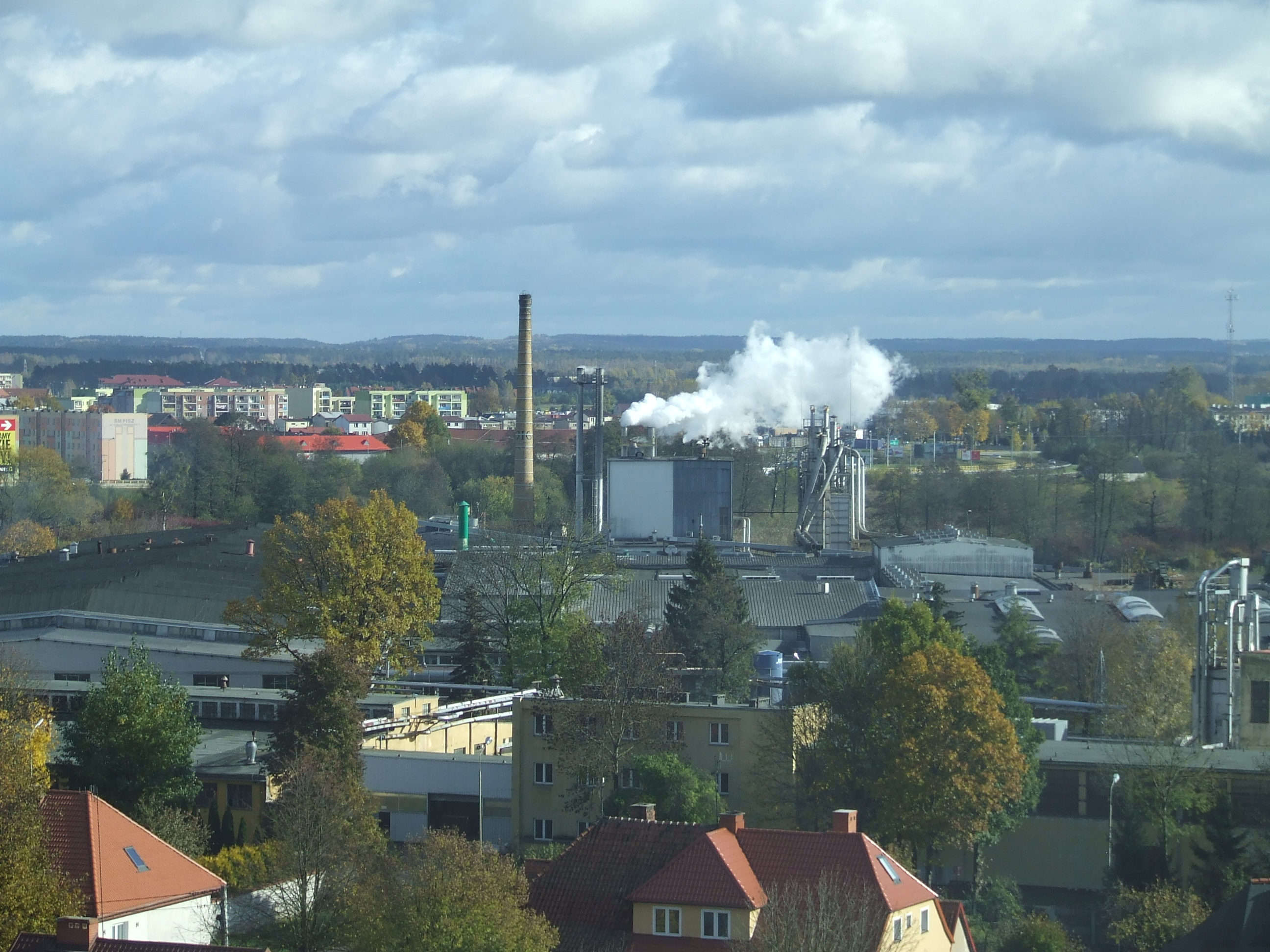
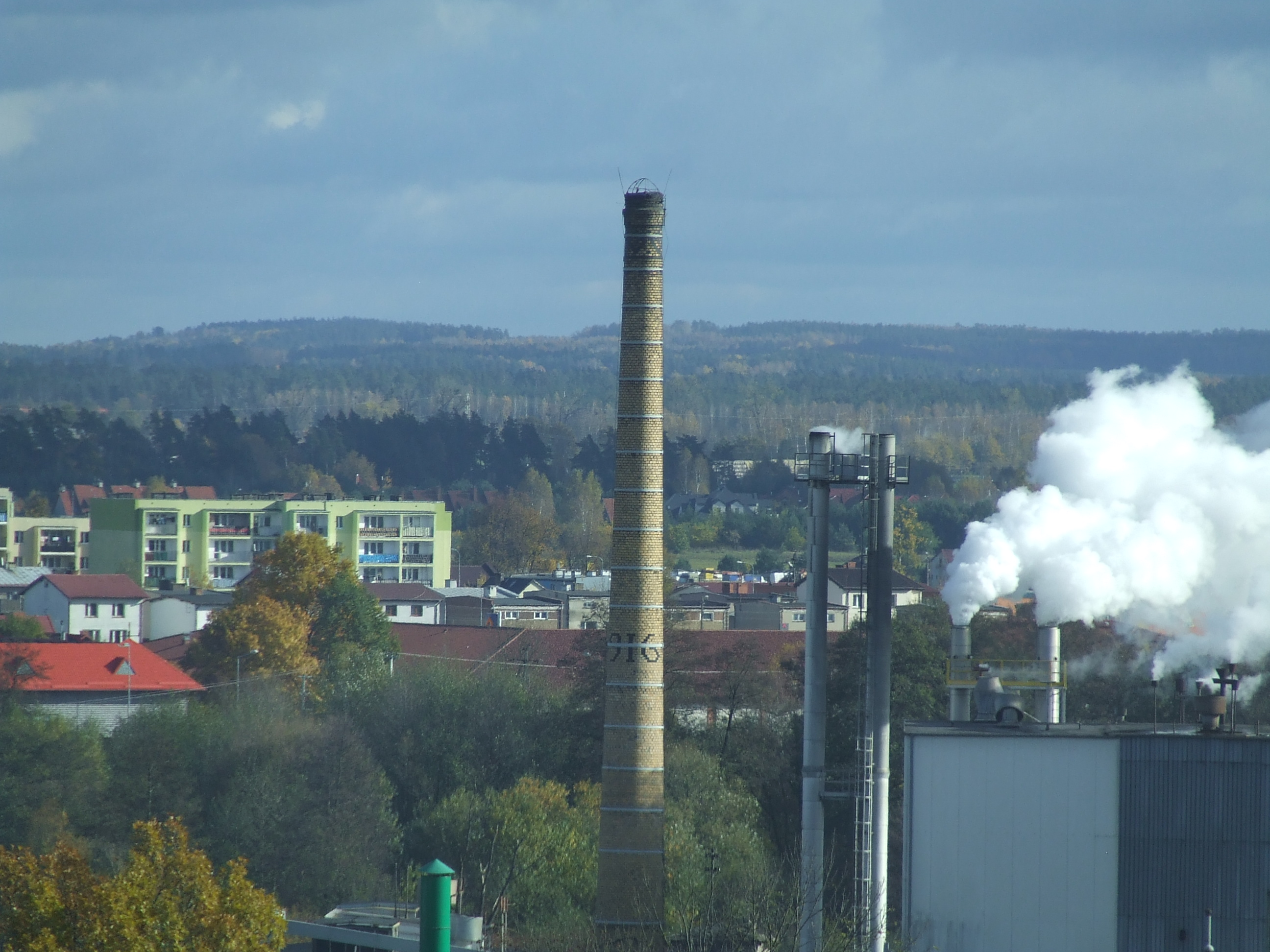
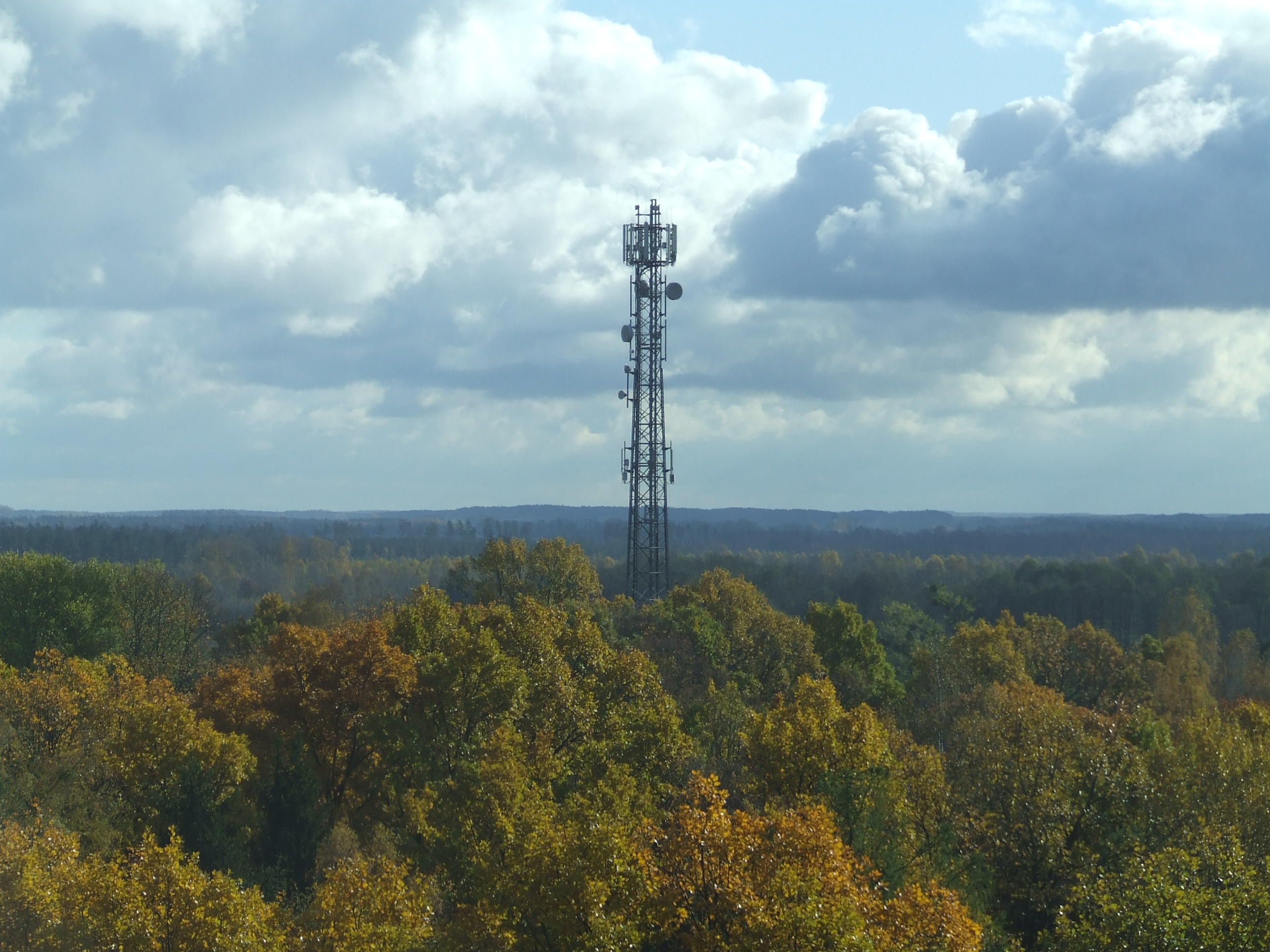
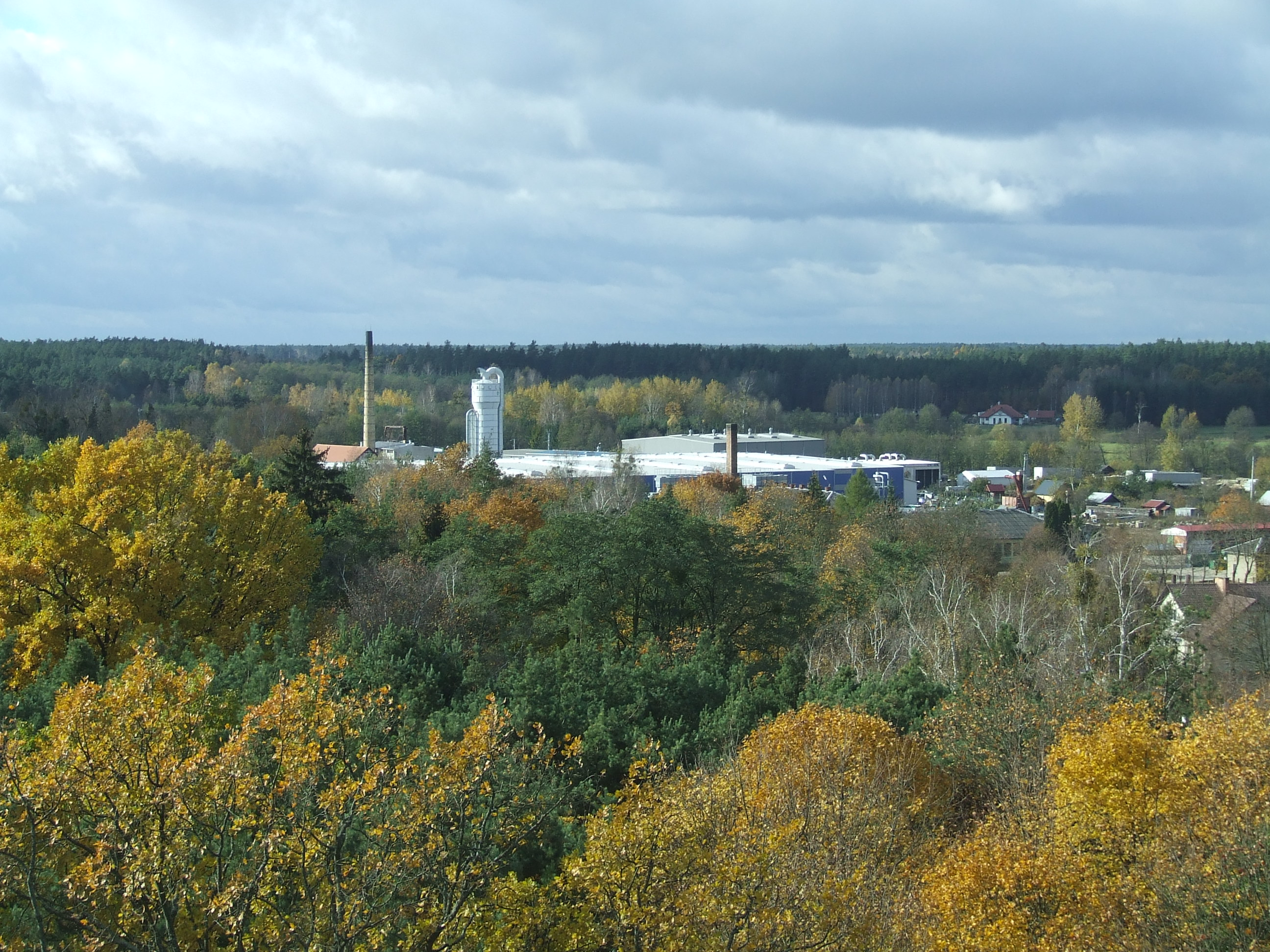